# Melanolophia conara
Melanolophia conara là một loài bướm đêm trong họ Geometridae.